# 2020년 하계 패럴림픽 태권도
제32회 패럴림픽 태권도 경기는 2021년 9월 2일부터 9월 4일까지 일본의 마쿠하리 멧세에서 진행된다. 2020년 하계 패럴림픽부터 정식 종목으로 채택되었다.

## 예선
순위 목록은 2020년 1월 1일부터 1월 31일까지 시작된다. 대륙별 예선 토너먼트를 통해서 하계 패럴림픽 참가할 선수가 결정된다.

## 참가국
- 아르헨티나 (1)
- 오스트레일리아 (3)
- 아제르바이잔 (4)
- 브라질 (3)
- 중화인민공화국 (1)
- 크로아티아 (1)
- 덴마크 (1)
- 이집트 (2)
- 프랑스 (2)
- 영국 (3)
- 이란 (3)
- 이탈리아 (1)
- 카자흐스탄 (3)
- 리비아 (1)
- 멕시코 (3)
- 몽골 (2)
- 모로코 (3)
- 페루 (1)
- RPC (3)
- 세네갈 (1)
- 세르비아 (2)
- 솔로몬 제도 (1)
- 대한민국 (1)
- 스페인 (1)
- 태국 (1)
- 튀르키예 (6)
- 우크라이나 (3)
- 미국 (2)
- 우즈베키스탄 (3)

## 메달
| 종목       | 금 | 은 | 동 |
| ---------- | -- | -- | -- |
| 남자 61kg  |    |    |    |
| 남자 75kg  |    |    |    |
| 남자 +75kg |    |    |    |
| 여자 49kg  |    |    |    |
| 여자 58kg  |    |    |    |
| 여자 +58kg |    |    |    |

## 같이 보기
- 2020년 하계 올림픽 태권도